# Helena Vidal i Fernández
Helena Vidal i Fernández   (Moscou, 1946) és una poeta, traductora del rus al català i catedràtica de rus.

## Biografia
Filla del mestre i traductor August Vidal, expatriat el 1939 després de la Guerra Civil Espanyola, visqué a Moscou fins als vint anys. El 1957, es va instal·lar amb la seva família a Catalunya. Primer s'instal·len a Llagostera, el poble del seu pare, i l'any següent a Barcelona. Estudià Filologia romànica a la Universitat de Barcelona i s'hi doctorà amb la tesi La imagen de España en Rusia en los años 40-60 del siglo XIX. També seguí cursos de llengua i literatura russes a França i Rússia. Del 1978 al 2009 va ser professora de rus a la Facultat de Filologia de la Universitat de Barcelona, on va publicar una Introducció a la gramàtica russa (1997) i un manual de Traducció del rus (2000). El 1968 s'estrenà com a traductora amb una peça teatral de Gorki, Els baixos fons, de qui també acostà Caminant pel món (1969). De Tolstoi, en traduí un recull d’articles pedagògics (1990). Amb Miquel Desclot preparà una antologia de Poesia russa (1983) i després ha traslladat dos llibres de Puixkin, Mozart i Salieri i altres obres (2001) i El genet de bronze (2004). El 2012 rebé el Premi Crítica Serra d'Or de traducció per la traducció i edició al català d’Armènia en prosa i en vers, d'Óssip Mandelstam.

## Obres

### Poesia
- Flors de marge. Llagostera: El Punt Volat, 2024.[6]

### Divulgació
- Introducció a la gramàtica russa (1997)
- Traducció del rus (2000)

### Traduccions[7]
- Gorki, Maksim. Els baixos fons. Barcelona: Edicions 62, 1968. [Amb Jordi Bordas]
- Gorki, Maksim. Caminant pel món. Barcelona: Edicions 62, 1969.
- Poesia russa. Antologia. Barcelona: Edicions 62, 1983. [Amb Miquel Desclot]
- Tolstoi, Lev N. Qui ha d’ensenyar a qui (i altres articles pedagògics). Vic: Eumo, 1990.
- Puixkin, A. S. Mozart i Salieri i altres obres. Barcelona: Proa, 2002.
- Puixkin, A. S. El genet de bronze. Un relat de Petersburg. Barcelona: PPU, 2004.
- Ritkheu, Iuri. El darrer xaman txuktxi. Lleida: Pagès, 2007.
- Mandelxtam, Óssip. Poemes. Barcelona: Quaderns Crema, 2009.